# 테오도시우스 왕조 치하의 로마 제국
 테오도시우스 왕조는 392년부터 395년까지 제국의 전체를 통치한 로마제국의 왕조이다.
379년 아드리아노폴리스 전투에서 전사한 발렌스 황제를 대신하여 당시 서로마의 정제였던 그라티아누스는 테오도시우스를 동방제국의 새 황제로 임명하며 테오도시우스 왕조의 시대가 개막한다.
383년에는 브리타니아 지역 군단의 추대를 받은 마그누스 막시무스가 반란을 일으켜 그라티아누스를 살해하고 스스로 황제를 칭하며 그라티아누스 황제의 이복동생이며 공동황제였던 발렌티니아누스 2세를 압박하였고,이에 테오도시우스 1세는 당시 혼란스러운 동로마 사정과 페르시아와의 전쟁으로 하는 수 없이 마그누스 막시무스를 서방의 새로운 황제로 임명하였다.이후 테오도시우스가 페르시아와의 전쟁을 마무리 짓고 전열을 가다듬어 당시 발렌티니아누스 2세를 공격하던 마그누스를 토벌하여 그를 처형하고 이후 발렌티니아누스를 서로마의 단독황제로 임명하였지만 사실상 서로마제국 또한 테오도시우스 1세가 통치하는 것과 다름 없었다.
392년 로마제국의 장군이었던 아르보가스트가 발렌티니아누스 2세를 살해하고 에우게니우스를 새 황제로 추대하자 분노한 테오도시우스 1세는 직접 군대를 지휘하여 그들을 토벌하여 394년 제국을 완전히 통합하고 제국의 마지막 통합 황제가 된다.
395년 테오도시우스 1세의 사망으로 인해 로마 제국이 서로마 제국과 동로마 제국으로 사실상 분리된다.

## 로마 제국 황제
- 테오도시우스 1세(Flavius Theodosius, 392년 ~ 395년), (379년부터 392년까지는 동방 황제)
  - 공동황제 아르카디우스(Flavius Arcadius, 392년 ~ 395년)
  - 공동황제 호노리우스(Flavius Honorius, 393년 ~ 395년)

## 갤러리

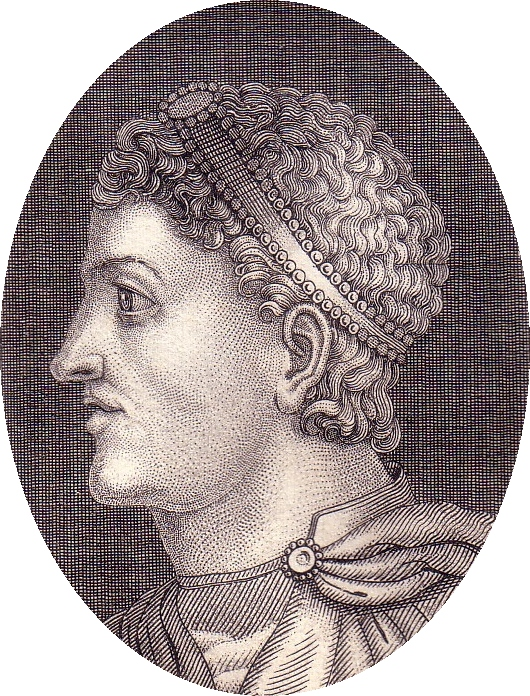
황제 테오도시우스 1세
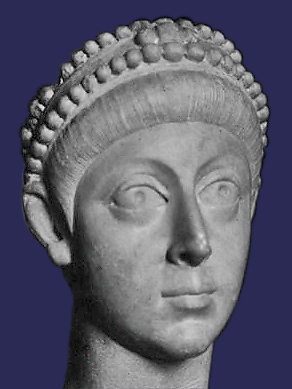
공동황제 아르카디우스
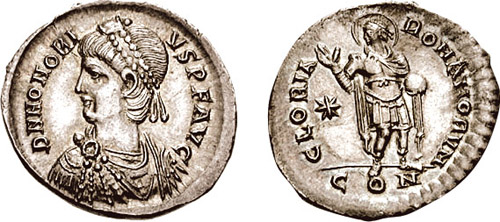
공동황제 호노리우스

## 기타
| 전임 발렌티니아누스 왕조 | 로마 제국의 왕조 392년 - 395년 | 후임 테오도시우스 왕조(서로마) 테오도시우스 왕조(동로마) |